# Мартин, Раймунд
Раймунд Мартин (лат. Raymundus Martinus; по-каталански Рамон Марти, Ramon Martí; род. в Субиратсе, Каталония, умер после 1284 г.) — каталонский монах-доминиканец XIII века, христианский теолог. Известен своим апологетическим трактатом «Pugio Fidei» (лат. «Кинжал веры», 1278), направленным «против мавров и евреев», где проявил глубокое знание еврейского Талмуда, мидрашей, еврейской философии и каббалы.
Своими ссылками на еврейскую литературу он пытался доказать, что Иисус является и в талмудической литературе возвещённым Мессией; что еврейские законы (Пятикнижие), хотя и даны путём откровения, будут отменены по пришествии Мессии, и что талмудисты извратили текст Библии, что он выводит из Тиккун соферим (свитки, служившие образцами текстуальной точности). Его произведением очень долго пользовались доминиканцы в своих диспутах.

## Биография
В 1250 году он был послан провинциальным капитулом Толедо изучать восточные языки (иврит и арабский) в только что основанной школе, имевшей целью подготовлять юношество к диспутам с евреями (иудаизм) и маврами (ислам).
В 1264 году Мартин, епископ Барселоны, Раймунд де Пеньяфорт и два доминиканца — Арнольд де Сагара (Arnold de Sagarra) и Петр Януа (Pere Gener) — вошли в комиссию, составленную для цензуры еврейских книг и рукописей. Этим было положено начало духовной цензуры Талмуда в Испании. Доклад комиссии был сравнительно благоприятный; Мартин объявил, что Талмуд не следует сжигать целиком.
Раймунд Мартин был миссионером в Испании, а также некоторое время в Тунисе. Документ с его подписью, датированный июлем 1284 года, показывает, что он в то время был ещё жив.

## Труды
Ему принадлежат две книги, направленные против учения евреев, из которых «Capistrum Judaeorum» (с лат. — «Еврейский недоуздок») не была напечатана.
Другая книга — «Pugio Fidei» («Кинжал веры», 1278) — издана Жозефом де Вуазен (Joseph de Voisin из Сорбонны) с примечаниями под названием «Pugio Fidei Raymundi Martini Ordinis Praedicatorum Adversus Mauros et Judaeos» (Париж, 1651). Более известно издание И. Б. Карпцова (Лейпциг, 1687) с предисловием: «Introductio in Theologiam Judaicam» («Введение в еврейское богословие»). В этом труде Мартин разбирал всемогущество Бога, сотворение мира, бессмертие, воскресение мёртвых и старался доказать неосновательность иудаизма. Автора обвиняли в подлоге, так как цитируемые им места из «Берешит Рабба» нигде не встречаются; впрочем, Цунц высказался против этих обвинений.
Этот труд был одним из самых популярных апологетических сочинений, — в силу практически непревзойдённой в то время эрудиции в восточной религиозной философии.